# Надражі Голешовиці (станція метро)
50°06′35″ пн. ш. 14°26′23″ сх. д. / 50.10972° пн. ш. 14.43972° сх. д.
Надражі Голешовиці (чеськ. Nádraží Holešovice) — станція Празького метрополітену. Розташована на лінії C між станціями «Кобиліси» і «Влтавська». До 26 червня 2004 року станція була кінцевою. Станція має один вестибюль, розташована поруч з однойменною залізничною станцією та автовокзалом.
Конструкція станції — однопрогінна  (глибина закладення — 7 м) з однією острівною платформою.

## Історія і походження назви
Станція була відкрита 3 листопада 1984 року у складі пускової дільниці лінії C «Флоренц» — «Надражі Голешовиці». 
Сучасну назву станція отримала по однойменному залізничному вокзалу і автовокзалу. До 22 лютого 1990 року станція називалася «Фучікова», на честь чехословацького письменника і політичного активіста Юліуса Фучіка. 

### Повінь 2002 року
Станція першої в Празькому метрополітені постраждала від повені влітку 2002 року. Наприкінці 2002 року роботу станції було відновлено.

## Колійний розвиток
За станцією розташовано шостистрілочний оборотний тупик. При будівництві тунелів до станції «Ладві» тупиковий тунель був подовжений і поглиблений.